# Elbigenalp
Elbigenalp är en ort och kommun i distriktet Reutte i förbundslandet Tyrolen i Österrike.
Kommunen består av sex orter (Ortschaften) (inom parentes invånarantal 1 januari 2024):
- Elbigenalp (403)
- Köglen (105)
- Obergiblen (66)
- Obergrünau (52)
- Untergiblen (198)
- Untergrünau (81)